# Fiona MacDonald (escritora)
Fiona MacDonald é uma escritora e professora de História Medieval do Reino Unido.

## Biografia
Estudou História na Universidade de Cambridge e na Universidade da Ânglia Oriental.
Leccionou ainda em faculdades e escolas secundárias e é autora de inúmeros livros de divulgação sobre temas históricos voltados para o público infanto-juvenil, tendo publicado, incluindo colaborações, mais de 1000 livros até ao momento.

## Obras seleccionadas[2]
- O Mundo no Tempo de Da Vinci
- O Quotidiano Europeu na Idade Média
- Uma Catedral Medieval
- Um Templo Grego
- Vikings
- Astecas
- Egípcios Antigos
- Índios das Planícies

Contribuiu na série Como seria a sua vida? (no Brasil, distribuída pela Editora Scipione) com os títulos:
- Como Seria a Sua Vida na Idade Média?
- Como Seria a sua Vida no Império Asteca?
- Como Seria a Sua Vida na Grécia Antiga?